# Eustala emertoni
Eustala emertoni är en spindelart som först beskrevs av Banks 1904.  Eustala emertoni ingår i släktet Eustala och familjen hjulspindlar. Inga underarter finns listade i Catalogue of Life.